# Fantômas (trilogia)
A trilogia Fantômas de André Hunebelle é uma trilogia de filmes francesa composta por Fantômas (1964), Fantômas se déchaîne (1965) e Fantômas contre Scotland Yard (1967).
Estas três longas-metragens, muito livremente inspirados nos romances originais (escritos a partir da década de 1910), ocupam um lugar especial entre as múltiplas adaptações cinematográficas de Fantômas. Anunciado por slogans como "Fantômas, inimigo público nº 1 de suas preocupações diárias", os filmes dão vida a Fantômas de um novo género, bastante distante do gênio do crime reivindicada pelo surrealismo. Interpretando o personagem Fantômas casualmente, alguns vêem nesta trilogia muitas vezes criticada "uma espécie de obra-prima de um gênero cinematográfico do qual é quase uma das únicas representantes: o filme de ação aterrorizante e burlesco".
Desde o lançamento do primeiro filme em 1964, o sucesso nunca vacilou e a trilogia é regularmente tema de notícias: lançamento do DVD (2001), restauração dos negativos, regravação da música (2001), aparições televisivas em canais nacionais franceses, etc.

## A gênese
Existem várias hipóteses quanto à gênese da trilogia. Jean Marais relata que foi ele quem, por sugestão de Jean Cocteau, propôs a André Hunebelle a ideia de uma nova adaptação cinematográfica de Fantômas. Por sua vez, o produtor Paul Cadéac, que dirigia a produtora PAC com Hunebelle, explica que foi Alain Poiré quem veio vê-lo para produzir com ele um Fantômas no qual vinha trabalhando há algum tempo sem sucesso. Outras versões são atuais, mas parece que Michel Audiard esteve associado ao projeto durante algum tempo.
Também permanecem algumas incertezas sobre a distribuição: parece que André Hunebelle optou primeiro por reconstituir a dupla Bourvil /Marais que já havia dirigido em Le Capitan e Le Bossu, antes de Louis de Funès obter o papel por recomendação de Alain Poiré. Finalmente, alguns, como Mylène Demongeot, afirmam que Hunebelle havia prometido o papel-título a Raymond Pellegrin que, em última análise, seria apenas a voz de Fantômas.
Ao longo dos três filmes, o próprio Jean Marais fornece as figurações dos disfarces de Fantômas (além dos modelos originais) com exceção daquele do Comissário Juve no primeiro filme (Louis de Funès interpretando as cenas com algumas próteses faciais) e depois de Lord Mac Rashley no terceiro, cujas cenas são fornecidas por Jean-Roger Caussimon (dublado pela voz de Raymond Pellegrin para distinguir Fantômas).
Originalmente, o Comissário Juve não retornaria no segundo filme, pois não apareceu no roteiro escrito durante as filmagens do primeiro filme. No entanto, tendo Louis de Funès adquirido imensa popularidade com os sucessos de Corniaud (11 milhões de entradas), Le Gendarme de Saint-Tropez (7 milhões de entradas) e Fantômas (4,5 milhões de entradas), Jean Halain e André Hunebelle decidiram reintegrar seu personagem.

## Um Fantômas de um novo gênero

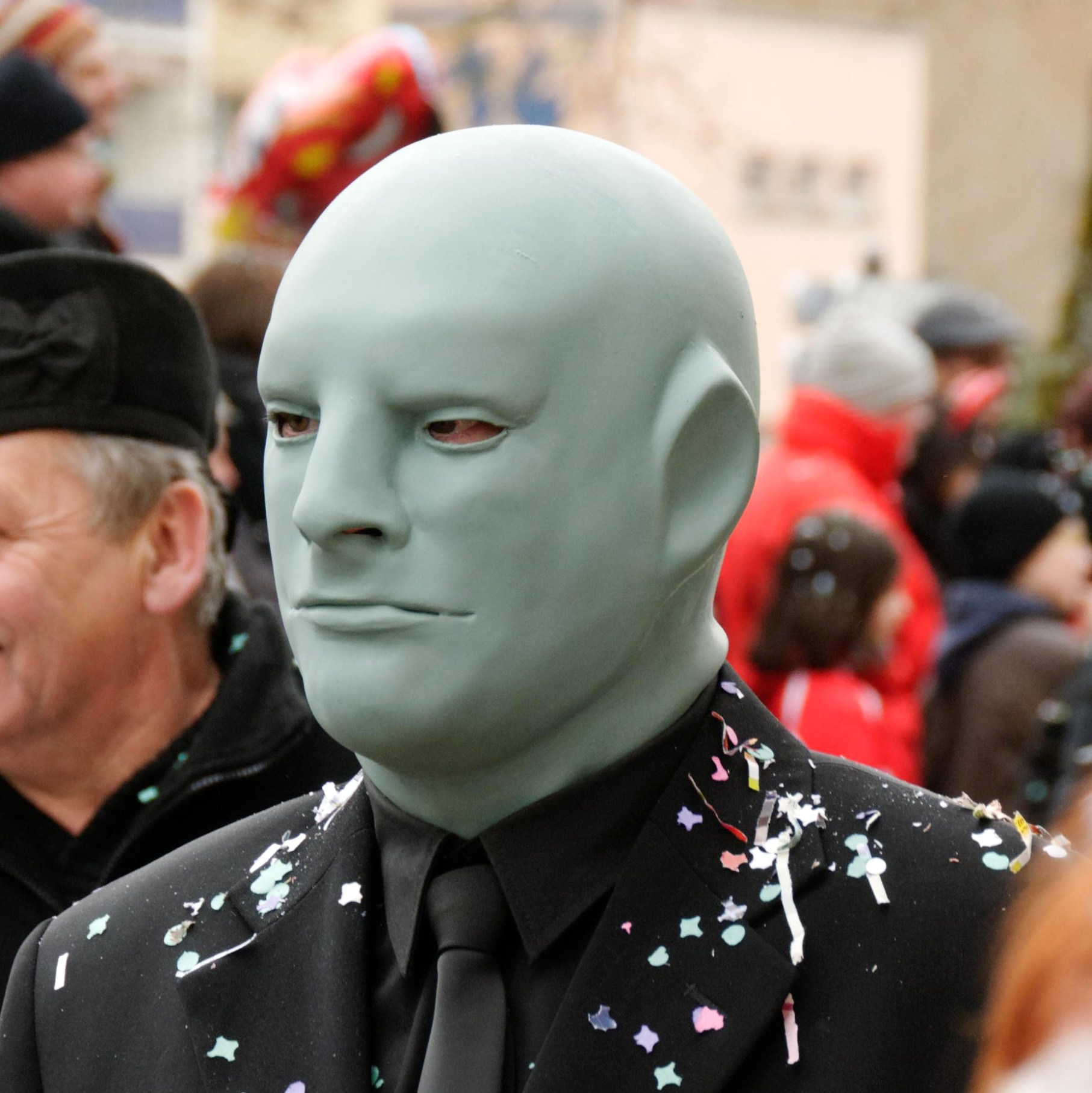
Máscara do Fantômas no carnaval de Belfort em 2013.

Retomando os personagens principais (Fantômas, o jornalista Fandor, o Ccomissário Juve, Hélène e Lady Beltham) da obra, André Hunebelle e Jean Halain, seu filho e roteirista oferecem na trilogia um Fantômas de um novo gênero, distante do material literário de Pierre Souvestre e Marcel Allain. Encontramos o criminoso perturbador com mil faces mas o clima macabro é evitado em favor de uma mistura de fantasia, humor e ação. A fórmula Fantômas segundo Hunebelle é: a ação (Marais) + o riso (de Funès) + o encanto (Demongeot) + a ameaça (Pellegrin, a voz perturbadora de Fantômas) tudo imbuído de referências à cultura "pop" francesa da década de 1960, e em particular os primeiros filmes de James Bond, o Citroën DS, o Citroën Tipo H, a ficção científica, o Terrasse Martini nos Champs-Élysées, a televisão, etc.
Mesmo que mais de 50 anos separem a publicação do primeiro romance desta adaptação, Marcel Allain, um dos dois pais de Fantômas, conseguiu descobrir a trilogia. No prefácio do livro Sur la piste de Fantômas, Mylène Demongeot escreve: "Lembro-me de conhecer Marcel Allain quando ele estava terminando de ler o roteiro... Ele não ficou nada feliz ! Mas, depois do grande sucesso do filme, parece que ele se resignou e, no final das contas, ficou satisfeito em ver seu Fantômas revivido dessa forma". No entanto, certos aspectos dos filmes irritaram bastante Allain, como o namoro que Fantômas com Hélène nas duas primeiras aventuras (nos romances, Fantômas é o pai de Hélène) ou o irmão que Hélène recebe em Fantômas se déchaîne.
No primeiro episódio da trilogia, Fantômas também aparece sob uma luz misógina que não existia nos romances. Falando de Lady Beltham, ele diz: "Ela é a mulher ideal. É muito simples: ela tem todos os defeitos."

## Ficha técnica
|                          | Filmes                      | Filmes                               | Filmes                |
| Fantômas (1964)          | Fantômas se déchaîne (1965) | Fantômas contre Scotland Yard (1967) |                       |
| ------------------------ | --------------------------- | ------------------------------------ | --------------------- |
| Direção                  | André Hunebelle             | André Hunebelle                      | André Hunebelle       |
| Direção (segunda equipe) | Jacques Besnard             | Jacques Besnard                      | Michel Wyn            |
| Roteiro                  | Jean Halain                 | Jean Halain                          | Jean Halain           |
| Roteiro                  | Pierre Foucaud              |                                      |                       |
| Fotografia               | Marcel Grignon              | Raymond Lemoigne                     | Marcel Grignon        |
| Edição                   | Jean Feyte                  | Jean Feyte                           | Pierre Gillette       |
| Cenário                  | Paul-Louis Boutié           | Max Douy                             | Max Douy              |
| Figurino                 | Mireille Leydet             | Mireille Leydet                      | Mireille Leydet       |
| Som                      | René-Christian Forget       | René-Christian Forget                | René-Christian Forget |
| Efeitos especiais        | Gil Delamare                | Gil Delamare                         |                       |
| Efeitos especiais        | Gérard Cogan                |                                      |                       |
| Efeitos especiais        | Rémy Julienne               | Jean-Jacques Dubourg                 | Gérard Streiff        |
| Efeitos especiais        | Jean Sunny                  | François Sune                        | François Nadal        |
| Efeitos especiais        | Claude Carliez              |                                      |                       |
| Música                   | Michel Magne                | Michel Magne                         | Michel Magne          |
| Produção                 | Alain Poiré                 | Alain Poiré                          | Alain Poiré           |
| Produção                 | Luciano Ercoli              | Paul Cadéac                          | Paul Cadéac           |
| Produção                 | Cyril Grize                 | André Hunebelle                      | André Hunebelle       |
| Produção                 | Alberto Pugliese            | René Fargeas                         | René Fargeas          |
| Distribuição             | Gaumont                     | Gaumont                              | Gaumont               |
| Gênero                   | Comédia policial            | Comédia policial                     | Comédia policial      |
| Duração                  | 104 minutos                 | 99 minutos                           | 105 minutos           |
| Lançamento               | 4 de novembro de 1964       | 8 de dezembro de 1965                | 16 de março de 1967   |

## Elenco
|                                                                 | Filmes                                     | Filmes                                     | Filmes                                     |
| Fantômas (1964)                                                 | Fantômas se déchaîne (1965)                | Fantômas contre Scotland Yard (1967)       |                                            |
| Personagens introduzidos no filme Fantômas                      | Personagens introduzidos no filme Fantômas | Personagens introduzidos no filme Fantômas | Personagens introduzidos no filme Fantômas |
| --------------------------------------------------------------- | ------------------------------------------ | ------------------------------------------ | ------------------------------------------ |
| Jérôme Fandor                                                   | Jean Marais                                | Jean Marais                                | Jean Marais                                |
| Fantômas                                                        | Jean Marais                                | Jean Marais                                | Jean Marais                                |
| Fantômas                                                        | Raymond Pellegrin (voz)                    |                                            |                                            |
| Comissário Paul Juve                                            | Louis de Funès                             | Louis de Funès                             | Louis de Funès                             |
| Hélène Gurn                                                     | Mylène Demongeot                           | Mylène Demongeot                           | Mylène Demongeot                           |
| Inspetor Michel Bertrand                                        | Jacques Dynam                              | Jacques Dynam                              | Jacques Dynam                              |
| Diretor do Point du jour                                        | Robert Dalban                              | Robert Dalban                              | Robert Dalban                              |
| Lady Maud Beltham                                               | Marie-Hélène Arnaud                        |                                            |                                            |
| Inspetor Léon                                                   | Michel Duplaix                             | Michel Duplaix                             |                                            |
| Inspetor Pierre                                                 | Christian Toma                             | Christian Toma                             |                                            |
| Sr. Royer                                                       | Hugues Wanner                              |                                            |                                            |
| Palestrante                                                     | Anne-Marie Peysson                         |                                            |                                            |
| Figurinista                                                     | Andrée Tainsy                              |                                            |                                            |
| Diretor do cassino                                              | Jacques Berger                             |                                            |                                            |
| Personagens introduzidos no filme Fantômas se déchaîne          |                                            |                                            |                                            |
| Professor Lefèvre                                               |                                            | Jean Marais                                |                                            |
| Professor Lefèvre                                               | Georges Chamarat (voz)                     |                                            |                                            |
| Michel Gurn, Michou                                             |                                            | Olivier de Funès                           |                                            |
| Professeur Marchand                                             |                                            | Albert Dagnant                             |                                            |
| Professor canadense                                             |                                            | Arturo Dominici                            |                                            |
| Professor suíço                                                 |                                            | Mino Doro                                  |                                            |
| Professor suíço                                                 | Aram Stephan (voz)                         |                                            |                                            |
| Ministre                                                        |                                            | Robert Le Béal                             |                                            |
| Policial ferroviário                                            |                                            | Jacques Marin                              |                                            |
| Diretor da clínica psiquiátrica                                 |                                            | Jean Michaud                               |                                            |
| Presidente da assembléia                                        |                                            | Pietro Tordi                               |                                            |
| Presidente da assembléia                                        | Edmond Bernard (voz)                       |                                            |                                            |
| Personagens introduzidos no filme Fantômas contre Scotland Yard |                                            |                                            |                                            |
| Lord Edward Mac Rashley                                         |                                            |                                            | Jean-Roger Caussimon                       |
| Lady Dorothée Mac Rashley                                       |                                            |                                            | Françoise Christophe                       |
| Tom Smith                                                       |                                            |                                            | André Dumas                                |
| Sir Walter Brown                                                |                                            |                                            | Jean Marais                                |
| Giuseppe Luigi                                                  |                                            |                                            | Jean Marais                                |
| Albert, o mordomo                                               |                                            |                                            | Jean Ozenne                                |
| Alexandre, uma doméstica                                        |                                            |                                            | Max Montavon                               |
| Godfrey, o velho no carro                                       |                                            |                                            | Henri Attal                                |
| William                                                         |                                            |                                            | Antoine Baud                               |
| Richard                                                         |                                            |                                            | Hubert de Lapparent                        |
| Um chef da máfia                                                |                                            |                                            | Guy Delorme                                |
| O marajá de Kimpura                                             |                                            |                                            | Michel Thomass                             |
| O intérprete do marajá                                          |                                            |                                            | Roger Trapp                                |

## O espírito "James Bond"
Os dois primeiros Fantômas de Hunebelle inspiram-se nos filmes de James Bond, um grande fenômeno cinematográfico, sociológico e cultural da época. O primeiro filme da série, 007 contra o Satânico Dr. No, foi lançado dois anos antes e Hunebelle propôs, segundo Jean-Pierre Desagnat, o primeiro assistente em Fantômas se déchaîne, "uma versão bem-humorada dos filmes de James Bond" que então estourou nas telas. A referência fica até explícita nos diálogos quando Juve repreende seus policiais em Fantomas se déchaîne: "Como você ficaria se Fantômas fosse parado por um zero-zero-qualquer-coisa? [...] Estamos na era dos agentes secretos e dos dispositivos [...] Você nunca vai ao cinema?"
Pensando que o interesse do público pelo gênero estava diminuindo, os roteiristas e o diretor decidiram voltar ao básico para a última parte da série. Hunebelle declarou no jornal Combat em março de 1967: "Vamos nos aproximar do Fantômas tradicional, dos romances de Marcel Allain, e renunciar ao espírito James Bond." Se é verdade que este episódio é mais macabro que os dois anteriores (aparece um cadáver e depois desaparece, etc.), ainda encontramos no filme alguns ingredientes do coquetel "bondiano" como dispositivos (o moviebox), veículos extraordinários (um foguete), acrobacias, etc. Porém, o humor continua muito presente.

### Fantômas, um vilão ao estilo "James Bond"
Enquanto nos romances Fantômas busca apenas acumular riquezas, no Fantômas de André Hunebelle, ele se torna um vilão ao estilo James Bond, tendo um "objetivo" - como dominar ou destruir o mundo. Assim, em Fantômas se déchaîne, ele afirma que em breve será o dono do mundo e propõe escravizar as massas usando um raio hipnótico enquanto em Fantômas contre Scotland Yard, anuncia que é capaz de explodir o planeta.
Este Fantômas, ao contrário do personagem Allain e Souvestre, se interessa pela ciência. Por exemplo, em Fantômas e Fantômas se déchaîne, ele quer realizar experimentos nos cérebros de Fandor e Juve. O cientista também atua como um técnico genial que inventa dispositivos dignos da ficção científica. Certamente o herói negativo das origens às vezes usava acessórios, mas eram bastante simples, nada comparável à sofisticação alcançada nos filmes. Tanto é assim que em Fantômas se déchaîne, é mostrado o criminoso em um laboratório onde lidera um exército de cientistas a seu soldo, sem dúvida responsáveis por fornecer-lhe os meios para realizar sua "missão".
Finalmente, como muitos dos adversários de James Bond, o Fantômas high-tech possui covis vastos e ultramodernos, inspirados na ficção científica. O desenhista de produção Max Douy, responsável pelo cenário do covil em Fantômas se déchaîne, se tornará o cenarista do filme Moonraker (1979).

### Os dispositivos
Como nos filmes de James Bond, os personagens da trilogia recorrem a dispositivos elaborados para tirá-los de uma situação difícil ou simplesmente para obter uma vantagem significativa.

#### Os dispositivos de Fantômas
O dispositivo mais decisivo de Fantômas são as suas máscaras que lhe permitem compor o rosto que quiser. Ele afirma no primeiro filme: "Um processo de minha invenção me permite reconstruir perfeitamente a pele humana. Executei a maioria dos meus crimes com os rostos das minhas próprias vítimas." O Fantômas de Hunebelle "não usa mais postiços teatrais [...] Ele usa máscaras de pele verdadeira, que calça como se fossem luvas" sobre outra máscara – aquela que esconde seus traços –.
A aparição do Citroën DS voador é um dos grandes momentos de Fantômas se déchaîne. Perseguido por Fandor e Juve no final do filme, Fantômas deve sua salvação apenas a este incrível dispositivo que lhe permite escapar por via aérea. Asas abertas, reatores explodindo por trás da placa, o DS, elemento da mitologia dos anos 1950/60 segundo Roland Barthes, reforça o Fantômas de Hunebelle em seu "status do ícone dos anos sessenta". O conceito deste carro voador também será usado em um filme de James Bond: 007 contra o Homem com a Pistola de Ouro.

O "DS voador" de Fantômas utilizado no set do filme, exibido durante a edição de 2016 do Salão Automóvel de Paris.
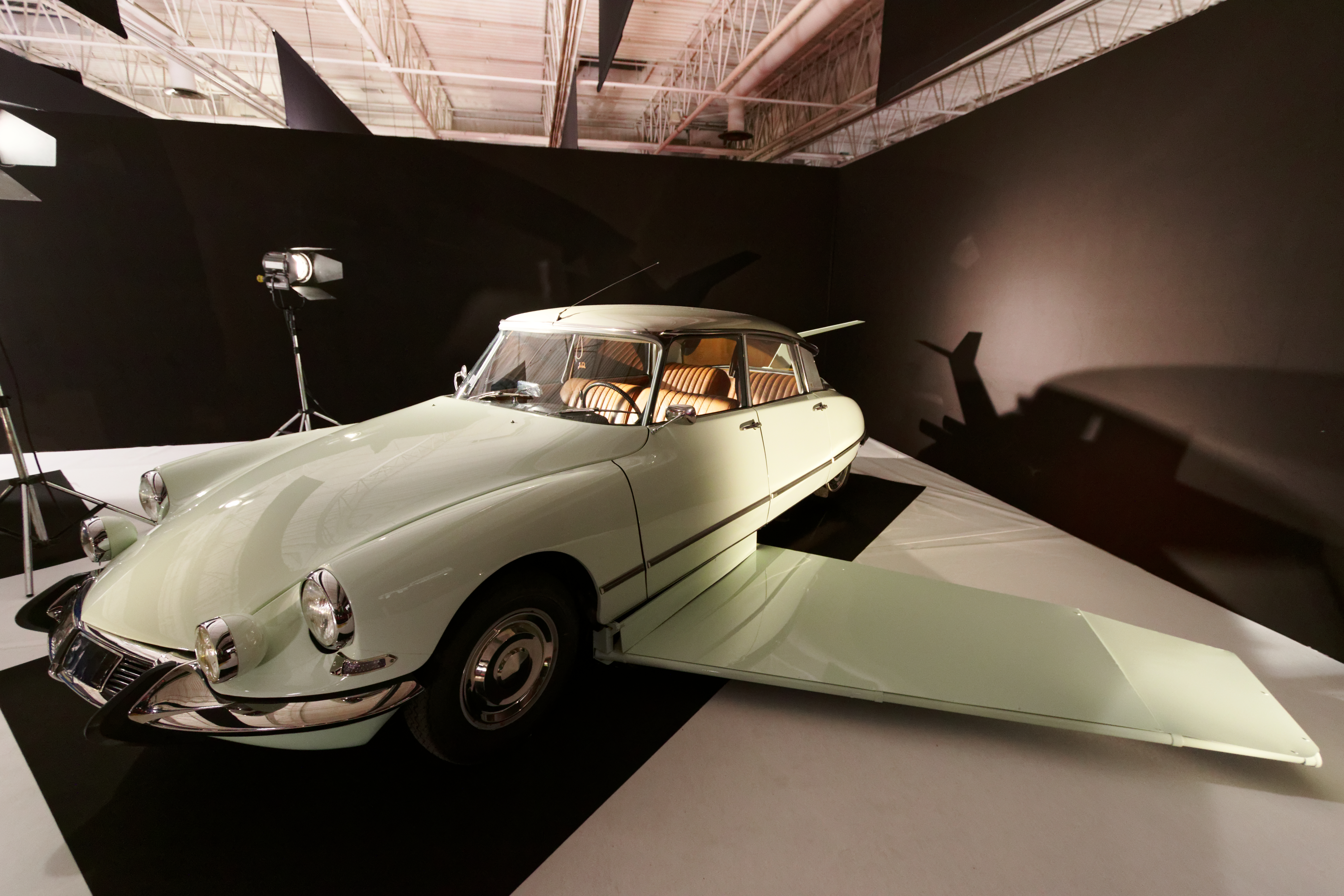
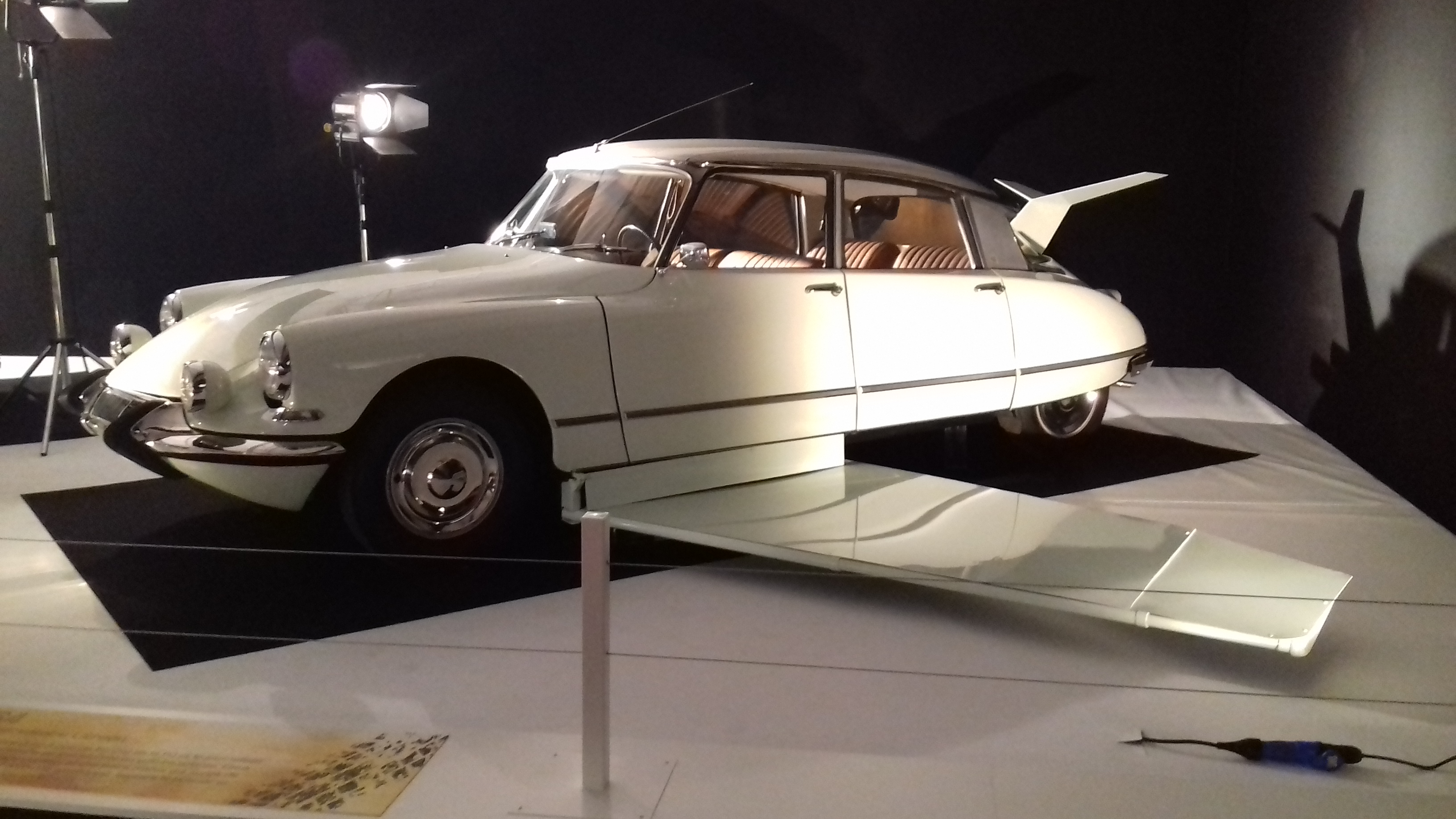
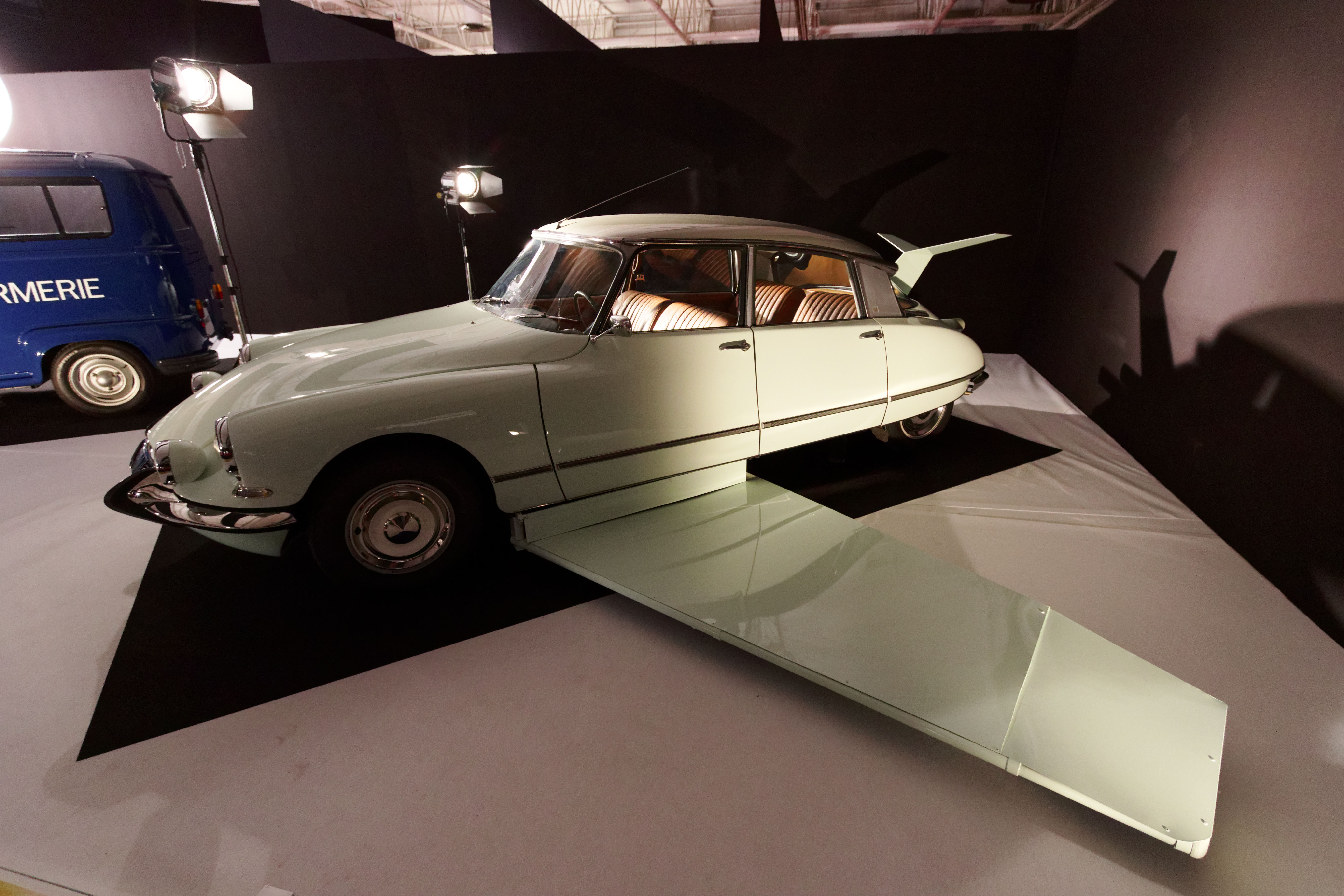
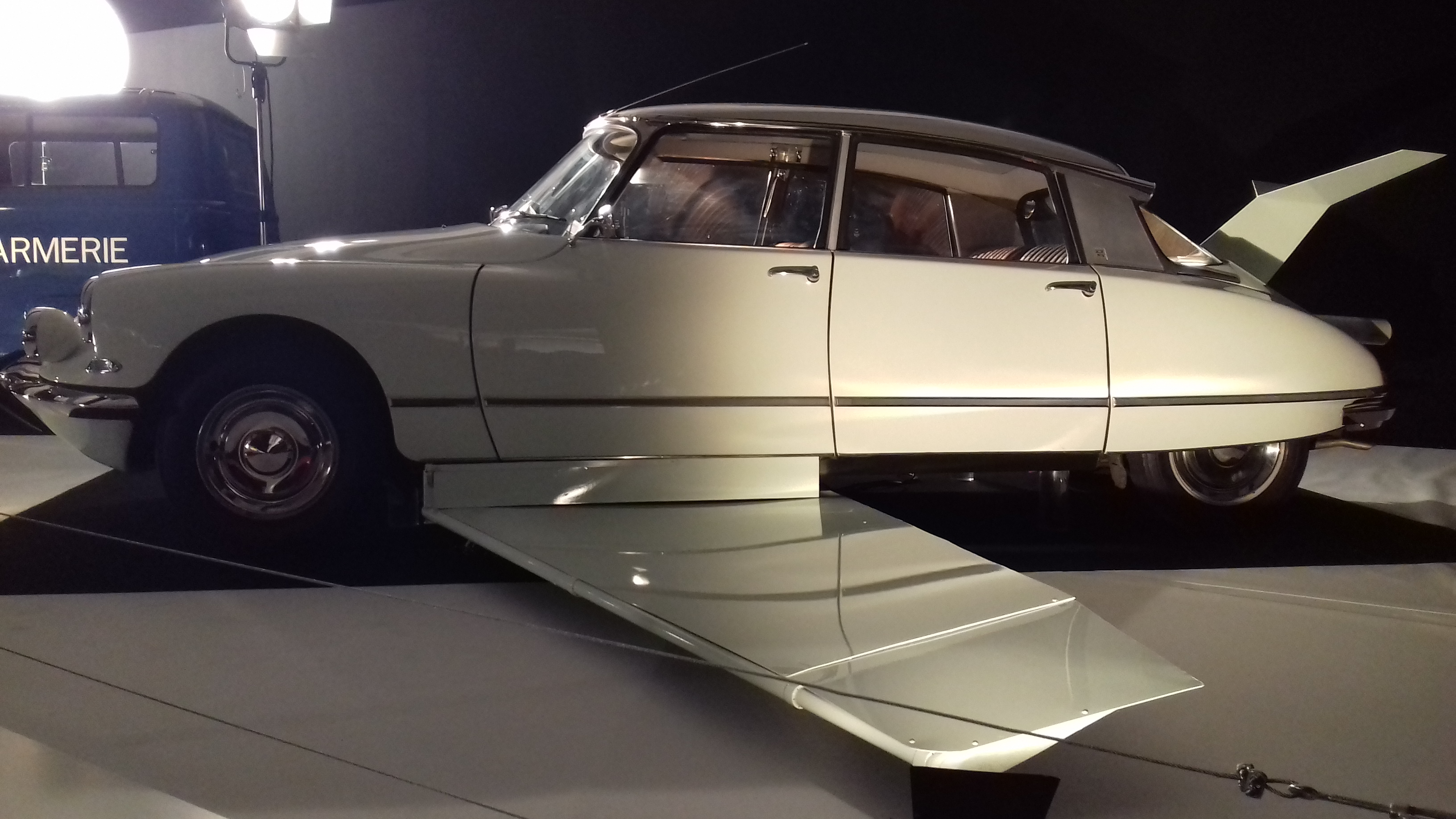

Em Fantômas contre Scotland Yard, Fantômas usa "um pequeno dispositivo de [sua] invenção", o moviebox, para expor suas capacidades de incomodação e aterrorizar Lord Mac Rashley. Graças a este dispositivo, uma espécie de reprodutor de vídeo portátil improvável na época, o criminoso apresenta ao seu interlocutor imagens dos seus crimes, na verdade excertos dos dois primeiros filmes, para o convencer a cooperar.

#### Os dispositivos de Juve

Fantômas se déchaîne (1965)

O policial só usa dispositivos no segundo episódio da trilogia, Fantômas sa déchaîne. Ele se equipa com "pequena(s) invenção(ões) destinada(s) a surpreender o adversário", especificando aos seus homens: "Estamos na era dos agentes secretos e dos dispositivos [...] Você nunca vai ao cinema?"
O charuto-pistola parece um charuto comum, mas oferece a possibilidade de disparar um projétil quando, por exemplo, morde-se a cabeça ou ajusta o detonador usando um temporizador girando o anel.
O dispositivo-gabardine, o gabardine serve apenas para esconder o mecanismo, é um braço artificial que substitui um dos braços do usuário, estando ligado aos movimentos do braço oposto. Quando o Comissário Juve, alvo de um dos homens de Fantômas, levanta ambas as mãos, na verdade ele tem a sua segunda mão real escondida sob o casaco e pronta para sair armada com uma pistola. Este dispositivo talvez seja inspirado no romance Juve contre Fantômas, no qual Juve tenta agarrar Fantômas em fuga, deixando-o com um, depois dois braços falsos.
O Comissário Juve se convida para o baile de máscaras oferecido por Fantômas na esperança de prender o criminoso. Fantasiado de pirata com tapa-olho e perna falsa de madeira, o policial, ameaçado por um momento por quatro capangas de Fantômas, os coloca fora de ação com seu pilão-metralhadora. Marcel Allain, que às vezes não foi gentil com a adaptação de André Hunebelle, notou em Fantômas ? C'est Marcel Allain sobre este dispositivo: "Tem uma certa metralhadora de perna de madeira [...] Esse é o Fantômas — e do melhor."

### Perseguições

Fantômas contre Scotland Yard (1967)

Em Fantômas e Fantômas se déchaîne, a perseguição final das duas obras foi resolvida pelo dublê da época Gil Delamare que contratou Rémy Julienne no primeiro episódio para realizar acrobacias em uma motocicleta. Esta perseguição final é uma peça antológica, porque presta uma espécie de homenagem aos meios de transporte do século XX (carros, motos, trem a vapor, Chris-Craft, submarino, helicóptero, barco inflável...). Além disso, todas as acrobacias são realizadas pelo próprio Jean Marais, exceto no segundo episódio em que ele é substituído pelo dublê para o salto em queda livre. Rémy Julienne participaria posteriormente em numerosos filmes de James Bond. Por fim, a perseguição que encerra o segundo filme permite a Fantômas utilizar um veículo que continua emblemático da trilogia, o DS voador.
Nos três episódios, as lutas foram resolvidas por Claude Carliez, mestre d'armas e dublê de destaque, especialista em duelos de espadas e lutas no cinema francês. Além disso, Carliez coreografou, alguns anos depois, as lutas de James Bond nos filmes Moonraker (1979) e A View to a Kill (1985).
Em Fantômas contre Scotland Yard, ocorre apenas uma perseguição a cavalo. Esta sequência foi regulada pelo conselheiro equestre François Nadal que participou nomeadamente em vários filmes de grande sucesso como O Corcunda (1959), O Capitão (1960), A Tulipa Negra (1964) ou La Folie des grandeurs (1971).

### Lugares exóticos
Roma, Vesúvio, Escócia... Na realidade, o castelo escocês de Lord McRashley está localizado no sudoeste da França. Este é o castelo de Roquetaillade localizado na cidade de Mazères, na Gironda. A linha ferroviária e a passagem de nível estão localizadas próximas a Marolles-sur-Seine em Seine-et-Marne.

## O homem da máscara
Quando aparece com identidade própria, a aparição de Fantômas de Hunebelle impressiona o espectador. Nos três filmes, o monstro não esconde o rosto com um capuz como costuma fazer o personagem dos romances, mas sob uma máscara que cria um segundo rosto, sem traços e que parece exibir continuamente um sorriso sarcástico. Esta máscara, que Jean Marais leva o crédito pela invenção e que foi desenvolvida pelo cenarista Gérard Cogan, confere ao personagem um lado perturbador e quase desumano. De resto, o novo Fantômas não está mais vestido com terno de ginasta e capa preta, mas veste-se com muita elegância: camisa escura e gravata sobre terno escuro, cedendo aos cânones da moda mais badalada dos anos sessenta.
Além da aparência, há também a voz de Fantômas, essa voz perturbadora e bela que aumenta a estranheza do criminoso. Além disso, não é Jean Marais, sua encarnação, quem lhe empresta a voz, mas outro, Raymond Pellegrin. Além disso, como observam os autores de Fantômas, style moderne: "Precisamos, portanto, agora de dois atores (um para a imagem e outro para o som) para representar Fantômas. Depois de ter assumido a aparência de todos, ele próprio se torna um sujeito cindido que não se mantém mais unido, uma pura construção figurativa feita de fragmentos de outros corpos."

## Múltiplas identidades

### Encarnações de personagens na trilogia
Os filmes retomam e ampliam o jogo de máscaras e identidades já presentes nos romances, bem como os mal-entendidos, por vezes de forma cómica, que deles resultam. A lista de encarnações e disfarces realizados pelos quatro personagens principais (Fantômas, o jornalista Fandor, o Comissário Juve e Hélène) é apresentada na tabela a seguir:
|           | Fantômas                                               | Fantômas se déchaîne | Fantômas contre Scotland Yard               |
| --------- | ------------------------------------------------------ | --- | ------------------------------------------- |
| Fantasmas | Lorde Geoffroy Shelton Fandor Juve Um guarda prisional | Professor Lefebvre O Marquês de Rostelli                                                                                 | Sir Walter Browne Lord Mac Rashley Giuseppe |
| Fandor    | Fantômas                                               | Professor Lefebvre Um dândi                                                                                              | -                                           |
| Juve      | Um vagabundo                                           | Um coronel do exército italiano Um funcionário do carro-leito Um manobrista do hotel Cavaliere Hilton Um bispo Um pirata | Um fantasma                                 |
| Helena    | -                                                      | - | Lady Dorothee MacRashley                    |

### A onipresença de Jean Marais
Na trilogia, Jean Marais desempenha tanto o papel de Fandor quanto o de Fantômas. Dependendo da cena, ele é ao mesmo tempo o carrasco e a vítima, o perseguidor e o perseguido, etc. Em Fantômas se déchaîne, Jean Marais desempenha um terceiro papel, o do Professor Lefebvre. Como Fandor e Fantômas assumirão a identidade do cientista, Jean Marais é no filme, portanto, ao mesmo tempo Fantômas, Fandor, o professor, Fantômas como professor Lefebvre e Fandor como professor Lefebvre. Todos correm atrás uns dos outros e se batem, o que permite que Azoury e Lalanne escrevam: "Chegamos então perto do elo absoluto do filme fantomassiano, e um único ator teria assumido todos os personagens e povoado sozinho todos os planos em todas as suas metamorfoses."

## Deriva cômica: um Juve/de Funès agitado
O Comissário Juve interpretado por Louis de Funès nos três filmes está longe do Juve de Souvestre e Allain. Nos romances, o policial é um calculador que estabelece planos extraordinários e que possui um poder de dedução surpreendente, tal como Sherlock Holmes. O Juve de André Hunebelle é muito diferente - rabugento e desajeitado - e a interpretação frenética de Louis de Funès, brilhante em Fantômas contre Scotland Yard segundo Jean Tulard em seu Dictionnaire du cinéma, leva a trilogia ao cômico. Além disso, entre o primeiro e o último Fantômas, de Funès, acumulando sucessos, mudou de estatura e Michel Wyn, o diretor da segunda unidade de Fantômas contre Scotland Yard, confidencia: "O papel de Jean Marais foi deixado de lado em favor das travessuras de Funès, à medida que os filmes avançavam. Marais sentiu uma certa amargura, tinha mais de cinquenta anos e tinha dificuldade em realizar acrobacias."

## Bilheteria
- Fantôsmas: 5º em 1964 com 4.492.419 entradas;[6][7]
- Fantômas se déchaîne: 6º em 1965 com 4.163.000 entradas;[6][8]
- Fantômas contre Scotland Yard: 5º em 1967 com 3.557.971 entradas.[6][9]

| Título                        | Lançamento na França  | Bilheteria | Bilheteria         | Bilheteria          | Bilheteria         | Bilheteria         |
| Título                        | Lançamento na França  | Total      | França             | União Soviética     | Espanha            | Itália             |
| ----------------------------- | --------------------- | ---------- | ------------------ | ------------------- | ------------------ | ------------------ |
| Fantômas                      | 4 de novembro de 1964 | 54.405.124 | 4.492.419 entradas | 45.500.000 entradas | 1.812.705 entradas | 2.600.000 entradas |
| Fantômas se déchaîne          | 8 de dezembro de 1965 | 51.861.553 | 4.212.446 entradas | 44.700.000 entradas | 2.949.107 entradas | nº 88              |
| Fantômas contre Scotland Yard | 16 de março de 1967   | 39.725.698 | 3.557.971 entradas | 34.300.000 entradas | 2.167.727 entradas | N*C                |

## Em torno da trilogia

### Slogans
Os slogans escolhidos para o lançamento dos filmes enfatizam o aspecto cômico:
- "Fantômas, inimigo público nº 1 de suas preocupações diárias."
- "Veja Fantômas e morra de rir."

### Trilhas sonoras originais
Michel Magne é o compositor da trilha sonora dos três filmes. Esta música praticamente não foi objeto de exploração discográfica, já que apenas um 45 rpm de quatro títulos foi prensado durante o lançamento de Fantomas se déchaîne. Quando, em 1969, um incêndio no estúdio do Château d'Hérouville destruiu grande parte dos arquivos, fitas e partituras do compositor, a música da trilogia parecia definitivamente perdida. Porém, em 2001, 15 anos após a morte do músico, Raymond Alessandrini, arranjador e pianista de Magne, reconstruiu a partitura a partir dos elementos ainda disponíveis e de cópias dos filmes. Seguindo esse trabalho paciente, a música foi regravada em um único dia, em 18 de janeiro de 2001, por cerca de vinte músicos, como em 1964, e finalmente encontrou sua consagração discográfica. Os grandes órgãos que foram gravados em fevereiro de 2001 na igreja de Saint-Nicolas de la Varenne.

### Fim da saga
Jean Marais e Louis de Funès, que se tornaram superestrelas de bilheteria, teriam pedido honorários exorbitantes e, consequentemente, os produtores decidiram não seguir adiante, como declarou Mylène Demongeot em diversas ocasiões:

"O gênio cômico de Louis de Funès ofuscou Jean Marais. De Funès não poderia fazer de outra forma, Marais reagiu mal. Sentimos isso no terceiro episódio. Depois, a questão dos salários resolveu definitivamente o problema."— Entrevista de 18 de agosto de 2009 de Julia Baudin para a TV Magazine.
Um quarto roteiro, Fantômas à Moscou (no qual Fandor descobre que é o verdadeiro filho de Fantômas) estava, no entanto, nas gavetas para cobrir qualquer eventualidade.

### Discografia
- Michel Magne, Fantômas / Fantômas se déchaîne / Fantômas contre Scotland Yard